# Закуска за шампиони
За американския филм от 1999 вижте Закуска за шампиони (филм).
Закуска за шампиони е роман на Кърт Вонегът, издаден през 1973 г. Второто заглавие на романа (традиционно романите на Вонегът имат 2 заглавия) е Сбогом, черен понеделник (Goodbye, Blue Monday).
 Внимание:  Текстът по-долу разкрива сюжета на произведението (или части от него)!
Дуейн Хувър, застаряващ продавач на понтиаци, бавно навлиза в нервна криза. Когато прочита един от романите на неизвестния писател фантаст Килгор Траут, Дуейн изпада в шизофреничен шок и напада пристигналите гости на откриването на новопостроения Център по изкуствата в Средноград.
Една от сюжетните линии на романа описва бавното побъркване на Дуейн, останало незабелязано от близките и колегите му. В същото време Траут се придвижва към Средноград. По пътя той наблюдава или се сблъсква с най-тъжните страни на американската действителност, пародирани в собствените му фантастични разкази, които намира в долнопробни павилиони за порнографски списания.
Центърът на изкуствата е закупил скъпата картина Изкушението на Свети Антоний на художника авангардист Рабо Карабекян. Когато в бара на Центъра избухва скандал, провокиран от завистта към Карабекян и подигравателното му отношение към Средноград, той защитава произведението си с блестяща реч, която е същинската кулминация на книгата и вероятно изразява естетически и морални възгледи на самия Вонегът.
Ето част от речта на Карабекян, обвинен, че картината му може да бъде нарисувана по-добре от всяко петгодишно дете:
... Картината не съществуваше, преди да я създам. И сега, когато тя вече съществува, за мен няма да има по-голямо щастие да гледам как всички петгодишни деца във вашия град я копират и рисуват все по-хубава и по-хубава. Ще се радвам много, ако вашите деца открият, докато си играят, онова, което търсих години наред ... Тя е нематериалната същност на всяко животно – онова „аз“, към което се отправят всички послания... А то си остава неизменно и чисто, каквито и нелепи премеждия да ни сполетяват. Затова образът на Свети Антоний в неговата свещена самота се предава с една вертикална нетрепкаща ивица светлина. Ако край него се навъртат хлебарка или келнерка от бар, в картината ще присъстват две такива светлинни ивици. Нашето съзнание е всичко онова, което е още живо и може би свято у всекиго от нас ...

## Филм
Романът е филмиран през 1999 г. Ролите се изпълняват от Брус Уилис, Алберт Фини, Ник Нолти и Омар Еп. Филмът не е точно представяне на романа.